# Musée de Copenhague
Le musée de Copenhague (en danois: Københavns Museum anciennement Københavns Bymuseum) est un musée présentant au public l'histoire chronologique de la ville de Copenhague depuis le Moyen Âge.

## Historique
Le musée a été créé en 1901. mais ce n'est qu'en 1925, que les collections du musée de la ville de Copenhague furent présentées au public dans le grenier de l'hôtel de ville de Copenhague. En 1956, devant l'augmentation importante des archives et des documents présentés, fut décidé de déménager le musée de son grenier pour les locaux spacieux de l'ancien hôtel particulier appartenant à la société royale de chasse jusqu'en 1887. Cette année-là, la ville expropria une partie des locataires en raison du développement urbain et de l'incompatibilité de l'activité de chasse en milieu urbain. La société royale de chasse demeura néanmoins dans ses meubles et un mur fut construit pour protéger les rues adjacentes nouvellement ouvertes, des balles du champ de tir. Après la Seconde Guerre mondiale, la société royale de chasse trouva de nouveau locaux dans les environs de la capitale danoise. Cet édifice, situé sur l'artère Vesterbrogade, près de la gare centrale de Copenhague, date du XVIIIe siècle. Le bâtiment de style classique est protégé depuis 1926.
Au printemps 2010, le musée changea son nom de Københavns Bymuseum en Københavns Museum. Au février 2020, le musée changea sa location de Vesterbrogade en Stormgade.
Sur le terre-plein situé à l'entrée du musée, est reconstituée à l'échelle réduite, une maquette de la capitale à l'époque médiévale avec les anciens remparts de Copenhague et ses vieilles maisons.
Le musée présentent dans ses différentes salles les documents, iconographies, peintures, plans de ville et objets relatifs à l'histoire de Copenhague depuis le XIIe siècle.

### Liens externes

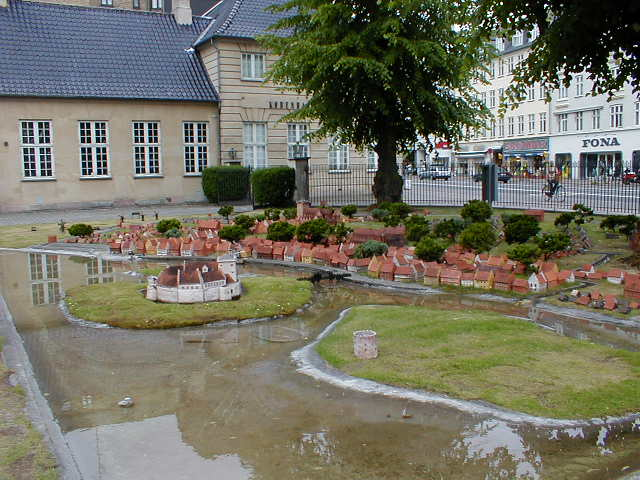
Reconstitution de la Copenhague médiévale.